# Tan cerca de mí
Tan Cerca De Mí es el segundo álbum en solitario del cantautor español Pedro Guerra, luego de su álbum de 1995, Golosinas. El título del álbum proviene de uno de los versos de la canción Un muchacho de mi edad.
La mitad de los temas fueron producidos y arreglados por el músico congoleño Lokua Kanza, mientras que la otra mitad fueron producidos por Pedro Guerra y Juan Ignacio Cuadrado y arreglados por el propio Pedro Guerra.
Las temática de las canciones viene marcada por el descubrimiento de la ciudad de Madrid y la añoranza de su infancia y juventud en Canarias. Contrastan temas acústicos con algunos mucho más sonoros donde se atisban los sonidos de fusión que caracterizarán los siguientes discos.
Los sencillos fueron Moreno, Pasa, Debajo del puente y Ni todo lo contrario. En el sencillo de Pasa se incluyen dos canciones interpretadas junto a Lluis Llach que no aparecen en el álbum. Aunque no fue sencillo, la canción Siete puertas se convirtió en uno de los clásicos del cantautor. 

## Lista de canciones
| N.º | Título                   | Escritor(es) | Duración |  |
| 1.  | «Pasa»                   | Pedro Guerra | 2:43     |  |
| 2.  | «Debajo Del Puente»      | Pedro Guerra | 3:41     |  |
| 3.  | «La Chica que Baila»     | Pedro Guerra | 4:15     |  |
| 4.  | «De Menos»               | Pedro Guerra | 2:47     |  |
| 5.  | «Ni Todo Lo Contrario»   | Pedro Guerra | 3:27     |  |
| 6.  | «Lazos»                  | Pedro Guerra | 3:05     |  |
| 7.  | «Sexo»                   | Pedro Guerra | 1:59     |  |
| 8.  | «Siete Puertas»          | Pedro Guerra | 3:42     |  |
| 9.  | «Gente Sola»             | Pedro Guerra | 2:42     |  |
| 10. | «Moreno»                 | Pedro Guerra | 3:02     |  |
| 11. | «Pregunta Por Ti»        | Pedro Guerra | 1:44     |  |
| 12. | «Se Casaron Las Chicas»  | Pedro Guerra | 2:52     |  |
| 13. | «Un Muchacho De Mi Edad» | Pedro Guerra | 2:59     |  |

## Créditos

### Canciones arregladas por Lokua Kanza
- Pedro Guerra: Voz y guitarra española.
- Lokua Kanza: Arreglos, percusiones, sintetizador, flauta sintetizada y coros.
- Guy N'Sangué: Bajo.
- Sylvain Iuc: Guitarras acústicas y eléctricas.
- David Fall: Batería.
- Anne Papiri: Voces.
- Dominique Fillon: Piano y teclados.
- Max Maroleni: Teclados.
- Didi: Programaciones y percusión.
- Oliver Delevigne: Sampleado de coros.
- Mínimo, Sola y Komba: Percusiones adicionales.
- Jean-Loup Descamps: Violín en Debajo del puente y Lazos.
- Kepa Junkera: Acordeón en Ni todo lo contrario.
- Gema Corredera, Pavel Urquiza, Luis Pastor y Juan Ignacio Cuadrado: Coros en Ni todo lo contrario.
- Celia Faussart y Helen Faussart: Coros adicionales en Moreno.

### Canciones arregladas por Pedro Guerra
- Pedro Guerra: Arreglos, voz y guitarra española.
- Marcelo Fuentes: Bajo.
- Pedro Barceló: Percusiones.
- Luis Fernández: Teclados.
- Belén Guerra: Violoncelo.
- José Vera: Contrabajo.
- Freddy Marugan: Guitarra eléctrica en Se casaron las chicas y guitarra acústica en Un muchacho de mi edad.
- Carlos Núñez: Flauta en De menos.
- Fabián Carbone: Bandoneón en Gente sola.
- Luismi Balandrón, Sol Pilas y Cani: Coros en Un muchacho de mi edad.